# Mono
Mono — проект по созданию полноценного воплощения системы .NET Framework на базе свободного программного обеспечения. Основной разработчик проекта Mono — корпорация Xamarin, ранее — Novell. Проект возглавляет Мигель де Икаса, известный разработчик, основатель проекта GNOME. Реализации Mono существуют для следующих операционных систем: Windows, Linux, BSD (FreeBSD, OpenBSD, NetBSD), Solaris, macOS, Apple iOS, Wii. Поддерживаются платформы: s390, SPARC, PowerPC, x86/x86-64, IA-64, ARM, Alpha, MIPS, HP PA.

## Состав и функциональность
Mono включает в себя компилятор языка C# — dmcs, среду исполнения .NET — mono (с поддержкой JIT) и mint (без поддержки JIT), отладчик, а также ряд библиотек, включая реализацию WinForms, ADO.NET и ASP.NET, а также компиляторы smcs (для создания приложений для Moonlight) и vbc (для приложений, написанных на VB.NET).
В рамках проекта также разрабатываются привязки для графической библиотеки GTK+ на платформу .NET.
Также Mono содержит альтернативу структуре WPF-приложений (XAML + C# или любой другой язык, который поддерживается в данной среде исполнения). Данный язык называется Glade, при помощи него можно собирать GTK-приложения.
Mono может исполнять модули, написанные на языках C#, F#, Visual Basic .NET, Java, Boo, Nemerle, Python, JavaScript, Erlang, Smalltalk, Lisp, PHP и Object Pascal (при наличии компилятора в среде .Net/Mono). Ожидается также поддержка языков C, Ada 2005 и Eiffel.

## Юридические вопросы
После заключения Microsoft договорённости с компанией Novell платформа Mono была официально признана реализацией .NET на Unix-подобных операционных системах (Linux, macOS и других). Однако договорённость касается только Novell и клиентов Novell; также технологии ASP.NET, ADO.NET и Windows.Forms не были стандартизированы ECMA/ISO, и использование их в Mono находится под угрозой юридических претензий со стороны Microsoft (претензии возможны только в странах, где существуют патенты на программное обеспечение). Mono предоставляет реализацию ASP.NET, ADO.NET и Windows.Forms, но в то же время рекомендует не использовать эти API.
Принятая в проекте лицензия на компилятор и другие программы — GNU GPL. Лицензия на среду исполнения и другие библиотеки — GNU LGPL. Лицензия на библиотеки классов — MIT.
Компания Microsoft объявила, что стандарты C# (ECMA 334) и инфраструктуры CLI (ECMA 335) теперь попадают под действие документа Community Promise (Обещание сообществу), официально заявляющего отсутствие патентных или иных претензий на стандартизированные таким образом разработки. Данный шаг снимает многочисленные противоречия, касающиеся платформы Mono, которая фактически является opensource-реализацией этих стандартов и дает ей иммунитет на случай, если патентный вопрос будет поднят вновь.
Данное заявление опубликовал Старший менеджер по связям с общественностью Департамента Стратегий платформ Peter Galli как ответ на недавние запросы Мигеля де Икасы относительно лицензирования стандартов ECMA 334 и 335. В нём, в частности, говорится, что, давая обещание сообществу, Microsoft добровольно отказывается от патентного преследования юридических и частных лиц производящих, использующих, распространяющих, рекламирующих, продающих любые оговоренные в патентах реализации, независимо от модели их разработки и распространения, включая открытые модели разработки, такие как LGPL и GPL.
При этом открытым остается вопрос реализации технологий, не упомянутых в Community Promise. В связи с этим вице-президент Novell Мигель де Икаса объявил, что с этого момента проект Mono будет разбит на две ветки:
- ветка, занимающаяся реализацией ECMA-стандартов и попадающая под действие Обещания — свободная от претензий Microsoft,
- ветка, реализующая свободные версии патентованных технологий ASP.NET, ADO.NET, Winforms и других.

## Программы, основанные на Mono
- Pinta — растровый графический редактор с открытым исходным кодом, вдохновлённый редактором Paint.NET;
- Banshee — медиаплеер с открытым исходным кодом для Linux и macOS;
- MonoDevelop — свободная среда разработки.
- PlayStation Mobile — среда для разработки приложений для PlayStation Vita.
- Unity Editor — кросс-платформенный редактор сцен игрового движка Unity[10].